# New York (Schiff, 2009)
Die USS New York (LPD-21) ist ein Amphibious Transport Dock der San-Antonio-Klasse der United States Navy.

## Geschichte
Kurz nach den Terroranschlägen am 11. September 2001 in den USA schrieb Gouverneur des US-Bundesstaats New York George Pataki einen Brief an den damaligen Marineminister Gordon R. England, in dem er bat, ein Überwasser-Kriegsschiff, das im Krieg gegen den Terror eingesetzt werden wird, nach dem Bundesstaat zu benennen. Dieser Bitte wurde, obwohl zu dieser Zeit nur Raketen-U-Boote nach Bundesstaaten benannt wurden, am 28. August 2002 entsprochen.
Der Auftrag wurde an Northrop Grumman Ship Systems vergeben. Die Bauwerft Avondale Shipyard verwendete beim Bau des Schiffes im Vordersteven 6,8 Tonnen Stahl (7½ short tons), der aus den Trümmern des World Trade Centers stammt. 
Am 19. Dezember 2007 ist die New York vom Stapel gelaufen und wurde am 1. März 2008 getauft. Taufpatin war Mrs. Dotty England, die Ehefrau des stellvertretenden amerikanischen Verteidigungsministers Gordon England. Am 21. August akzeptierte die Navy die New York, das Schiff wurde am 7. November 2009 in New York City in Dienst gestellt. Ihr Heimathafen war anfangs die Naval Station Norfolk und ist seit Dezember 2013 die Naval Station Mayport in Jacksonville.